# Émile Maggi
Émile Maggi (ur. 12 marca 1908 w Tucquegnieux, zm. 19 kwietnia 1986 w Le Raincy) – francuski lekkoatleta, chodziarz, dwukrotny medalista mistrzostw Europy.
Zdobył brązowy medal w chodzie na 10 000 metrów na mistrzostwach Europy w 1946 w Oslo, przegrywając jedynie z Johnem Mikaelssonem ze Szwecji i Fritzem Schwabem ze Szwajcarii. Na igrzyskach olimpijskich w 1948 w Londynie zajął 6. miejsce w tej konkurencji.
Zdobył srebrny medal w chodzie na 10 000 metrów na mistrzostwach Europy w 1950 w Brukseli, przegrywając tylko ze Schwabem. Zajął 7. miejsce na tym dystansie na igrzyskach olimpijskich w 1952 w Helsinkach.
Był mistrzem Francji w chodzie na 10 000 metrów w latach 1941 i 1946–1950 oraz w chodzie na 50 kilometrów w 1953 i 1955, wicemistrzem w chodzie na 10 000 metrów w 1939, 1943 i 1945 oraz w chodzie na 50 kilometrów w 1939, 1956 i 1957, a także brązowym medalistą w chodzie na 10 000 metrów w 1952, w chodzie na 20 kilometrów w 1955 i w chodzie na 50 kilometrów w 1939.
Był wielokrotnym rekordzistą Francji w chodzie na różnych dystansach.